# William Peters
William Peters (1992) is een Belgisch voormalig kajakker en quadrathlon-atleet.

## Levensloop
Peters was actief als kanovaarder. In 2013 werd hij vijfde in de halve finales van het Europese kampioenschap K1 1000 m.
In 2017 werd hij Europees kampioen op de middellange afstand in het Duitse Koberbachtal. Hij was daarmee, na Patrick Hausens, pas de tweede Belg die een internationale quadrathlon-wedstrijd won.
In 2019 werd hij wereldkampioen op de middellange afstand in het Britse Brigg en behaalde hij zilver op zowel het EK als het WK sprint, alsook op het EK middellange afstand. In juli 2020 behaalde hij zilver in de sprint op het Europees kampioenschap in het Hongaarse Kaposvár.
Zijn broer Artuur en zus Hermien zijn actief als kajakker.

## Palmares
- 2017:  Europees kampioenschap middellange afstand
- 2019:  Wereldkampioenschap middellange afstand
- 2019:  Wereldkampioenschap sprint
- 2019:  Europees kampioenschap middellange afstand
- 2019:  Europees kampioenschap sprint
- 2020:  Wereldbeker
- 2020:  Europees kampioenschap sprint